# Smile (Jibbs)
Smile to czwarty singel amerykańskiego rapera Jibbsa wydany w 2007 roku. Utwór nagrany został z raperem o pseudonimie Fabo, który jest członkiem grupy D4L.